# Gwardia Korsykańska
Gwardia Korsykańska (wł. i kors. Guardia Corsa) – jednostka wojskowa, istniejąca w strukturach Państwa Kościelnego w latach 1603–1662, składająca się wyłącznie z korsykańskich najemników pełniących służbę w Rzymie. Pełniła funkcje milicji miejskiej oraz straży papieskiej.
Poprzedzona przez kilka milicji złożonych z Korsykanów od XV wieku, Gwardia Korsykańska została formalnie założona w 1603 roku za pontyfikatu papieża Klemensa VIII. Jednostka została rozwiązana w 1662 roku na żądanie króla Francji Ludwika XIV, po incydencie między korsykańskimi żołnierzami a Francuzami w pobliżu francuskiej ambasady w Rzymie, mieszczącej się w Palazzo Farnese.

## Historia

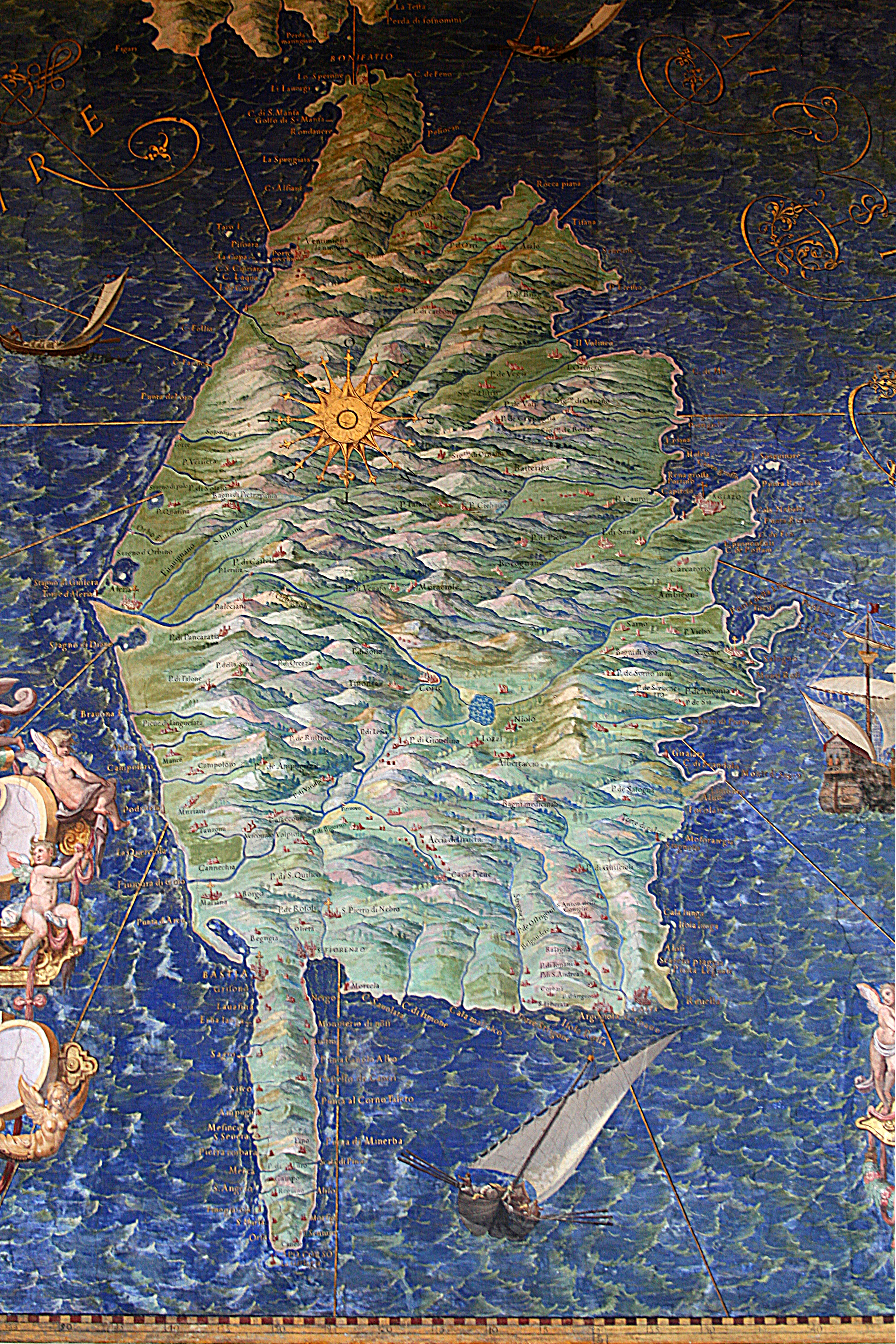
Mapa Korsyki (1580–83) autorstwa Ignazja Dantiego w Galerii Map w Watykanie

### Geneza
Obecność korsykańskich emigrantów w okolicach Rzymu jest poświadczona co najmniej od IX wieku, kiedy to w Porto, niedaleko Fiumicino, istniała mała korsykańska kolonia podczas pontyfikatu papieża Leona IV (847–855). Z tego samego okresu pochodzi również wzmianka o korsykańskim klasztorze żeńskim wzdłuż Via Appia. W późniejszych czasach emigracja Korsykanów do Rzymu rozpoczęła się stopniowo po zakończeniu niewoli awiniońskiej w XV wieku, kiedy miasto ponownie zaczęło oferować możliwości zatrudnienia dla imigrantów. Wcześniej tradycyjnymi kierunkami emigracji Korsykanów, zmuszanych do opuszczenia Korsyki przez ubóstwo i anarchię panującą na wyspie w średniowieczu, były Liguria i Piza. W XV wieku zaczęli jednak osiedlać się w Sieneńskiej i Lacjumskiej Maremie, a stamtąd przenieśli się do Rzymu. Początkowo mieszkali rozproszeni po różnych rionach miasta. Jednak na początku XVI wieku skupili się na Wyspie Tyberyjskiej oraz w Zatybrzu leżącym między portem Ripa Grande a kościołem św. Chryzogona. Centrum ich społeczności stanowił dziś już nieistniejący Piazza dell’Olmo („Plac Wiązu”). Kościół św. Chryzogona stał się narodową świątynią i cmentarzem korsykańskiej społeczności w Rzymie, a na przestrzeni wieków był miejscem pochówku wielu korsykańskich oficerów wojskowych. Początkowo Korsykanie mogli znaleźć w Rzymie jedynie niskopłatne zajęcia, głównie w pasterstwie i handlu winem. Jedynymi wyjątkami od tych zawodów były kapłaństwo, służba w pałacach watykańskich oraz służba wojskowa na rzecz papieża bądź rzymskich baronów. W konsekwencji nie integrowali się dobrze z rzymskim społeczeństwem.
Ta sytuacja, w połączeniu z pewnymi cechą społeczną, jaką była porywcza mentalność, skłoniła wielu korsykańskich imigrantów do działalności przestępczej. Wielu Korsykanów działało jako złodzieje i rabusie zarówno w mieście, jak i na rzymskiej Kampanii. Choć Korsykanie nie stanowili najbardziej kłopotliwej grupy imigrantów w Rzymie, ich reputacja była na tyle zła, że papiestwo wydało przeciwko nim liczne prawa. Wśród nich znalazł się dekret wydany w 1475 roku przez papieża Sykstusa IV (pontyfikat 1471–1484), który zabraniał Korsykanom osiedlania się w mieście, o ile nie wpłacili kaucji w wysokości dwustu dukatów i nie zobowiązali się z góry do nienoszenia broni. Kolejne rozporządzenie, wydane w 1500 roku przez papieża Aleksandra VI (pontyfikat 1493–1503), nakazywało wydalenie wszystkich Korsykanów z Rzymu i Państwa Kościelnego.

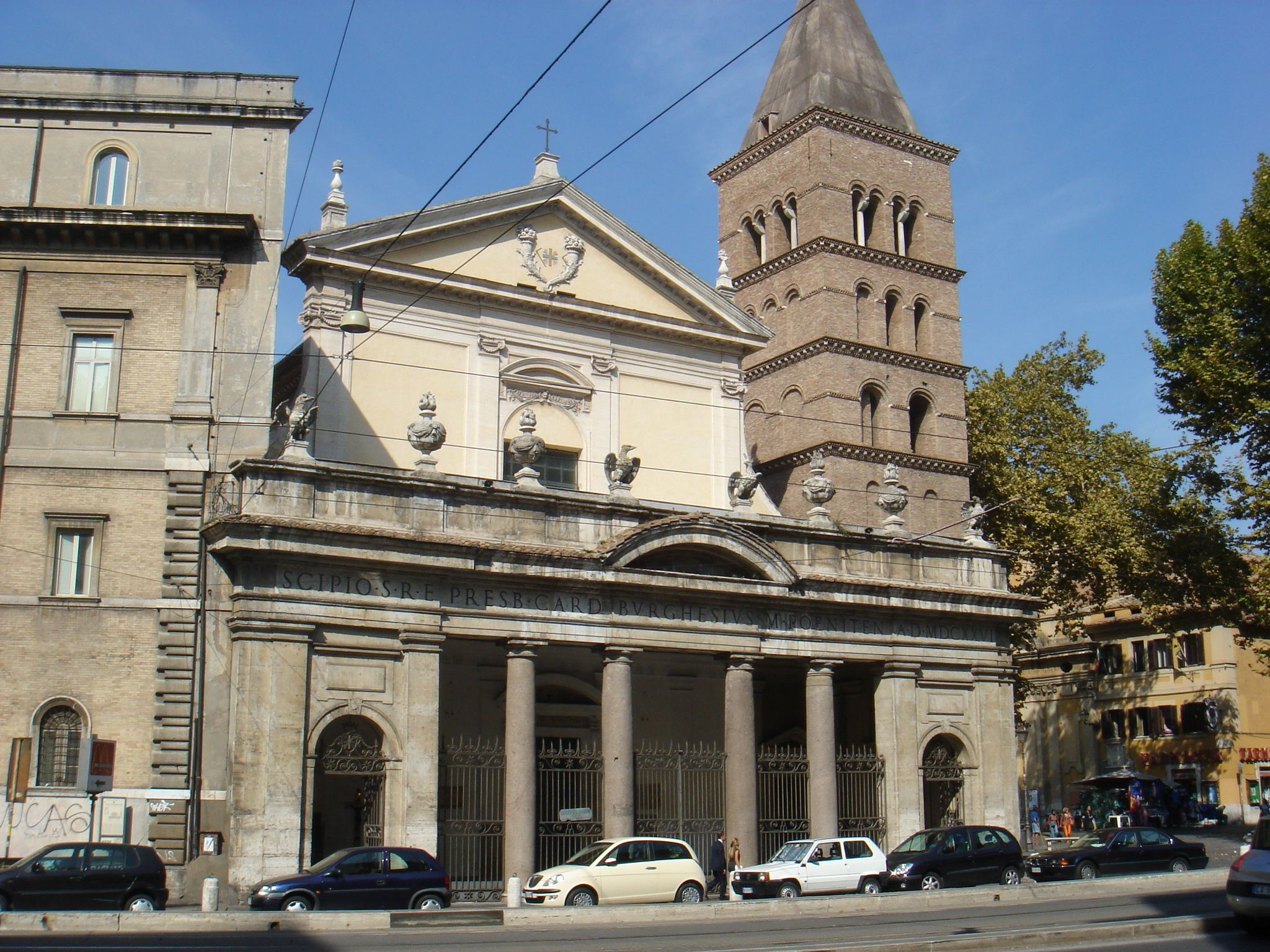
Kościół św. Chryzogona, aż do 1768 roku narodowa świątynia Korsykanów w Zatybrzu w Rzymie, miejsce pochówku wielu korsykańskich oficerów wojskowych

W praktyce jednak wszystkie te dekrety pozostały niewykonane, a ich jedynym efektem było wzmocnienie morale Korsykanów w Rzymie, którzy zaczęli skutecznie integrować się ze społeczeństwem XVI-wiecznego miasta. W renesansowych Włoszech Korsykanie cieszyli się reputacją odważnych ludzi. W Galerii Map w Watykanie, namalowanej w latach 1580–1583, włoski kartograf Ignazio Danti umieścił na kartuszu nad mapą wyspy następujący napis: „Korsyka otrzymała od Natury cztery wielkie dary: swoje konie, swoje psy, swoich dumnych i odważnych ludzi oraz swoje wina, najhojniejsze, które książęta darzą najwyższym uznaniem!”. Korsykanie nie mieli trudności ze znalezieniem zatrudnienia jako żołnierze na służbie papieży, często osiągając stopnie oficerskie i wysoki status społeczny. Ci najemnicy stanowili trzon korsykańskiej milicji, która poprzedziła utworzoną w 1506 roku bardziej znaną i istniejącą do dziś Gwardię Szwajcarską. W latach 1468–1471 papież zaciągnął do służby cztery kompanie ciężkiej kawalerii, składające się z korsykańskich rycerzy. Za pontyfikatów papieży Aleksandra VI i Juliusza II (1503–1513) formacje te zostały dodatkowo wzmocnione. W 1528 roku, po klęsce marszałka Lautreca w Neapolu, resztki armii francuskiej przemieszczały się na północ przez Państwo Kościelne. Wśród nich znajdowały się korsykańskie oddziały służące Francji, liczące łącznie 3000 ludzi. Sześciuset z nich zatrzymało się w Rzymie i wstąpiło na służbę papieża Klemensa VII (1523–1534). Wśród tych wojsk znajdowały się compagnie di ventura (bandy najemników) kondotierów Sampiera Corso i Raffaella Corso.
W 1543 roku członkowie korsykańskiej milicji mieszkający w Trastevere zwrócili się do papieża z prośbą o zgodę na założenie Arciconfraternita della Madonna del Carmine, którego siedzibą stał się kościół św. Chryzogona. Z biegiem czasu bractwo to stało się jednym z najważniejszych w Rzymie i istnieje do dziś. Odpowiada ono za organizację jednej z najbardziej tradycyjnych rzymskich uroczystości – Festa della Madonna de’ Noantri („Święto naszej Madonny” w dialekcie rzymskim), która odbywa się corocznie w lipcu w Trastevere. W 1603 roku papież Klemens VIII (pontyfikat 1592–1605) zwerbował na Korsyce sześciuset piechurów. Akt ten stanowi oficjalny początek Gwardii Korsykańskiej.

### Po powstaniu
Żołnierze zostali zakwaterowani w rione Regola, pomiędzy kościołami Santissima Trinità dei Pellegrini a San Paolino, niedaleko mostu Ponte Sisto, oraz w rione Ponte, przy Vicolo dei Soldati („Zaułek Żołnierzy”), który swoją nazwę zawdzięcza innym koszarom zajmowanym przez korsykańskich żołnierzy. Innym miejscem często odwiedzanym przez żołnierzy był Vicolo dell’Armata („Zaułek Armii”) w Regola, boczna uliczka łącząca Via Giulia z brzegiem Tybru, gdzie znajdowała się gospoda Osteria dell’Armata („Gospoda Armii”), nazwana tak ze względu na częste wizyty korsykańskich żołnierzy należących do papieskiej gwardii.
Według współczesnego dyplomaty Fulvia Testiego, Gwardia Korsykańska została wzmocniona w 1637 roku, kiedy to, w odpowiedzi na wzrost przestępczości w mieście, papież Urban VIII (pontyfikat 1623–1644) zwerbował czterystu dodatkowych korsykańskich żołnierzy. Jednak, jak zauważył Testi, ich przybycie nie poprawiło sytuacji.

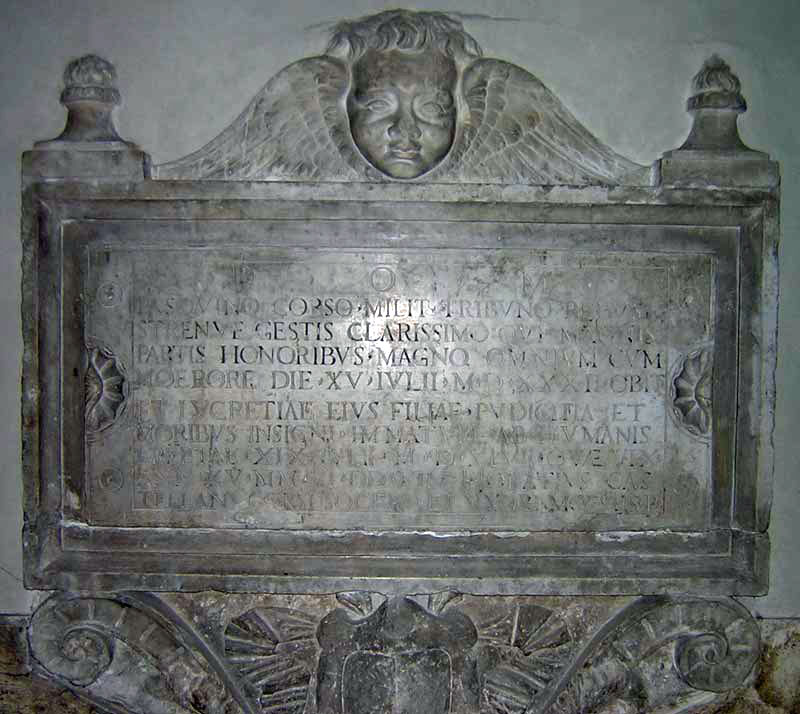
Pomnik nagrobny Pasquino Corso (zm. 1532) w bazylice św. Chryzogona, pułkownika korsykańskiej milicji

Korsykanie byli znani w Rzymie ze swojej skłonności do bójek i awantur, a żołnierze gwardii nie stanowili wyjątku. Za panowania Urbana VIII, 21 kwietnia 1642 roku, w Poniedziałek Wielkanocny, wybuchła bójka między korsykańskimi żołnierzami a kirasjerami, innym papieskim oddziałem składającym się niemal wyłącznie z ludzi pochodzących z Bolonii, którzy stacjonowali na zboczu S. Onofrio na wzgórzu Janikulum. W wyniku starcia zginęło dwóch Korsykanów, a walki zakończyły się dopiero po interwencji kardynała-nepota Francesca Barberiniego, który przybył z pobliskiej Bazyliki św. Piotra. Korsykanie jednak nie odpuścili, a w następnych dniach walki wybuchły ponownie na Via della Lungara, Tor di Nona i w okolicach Zamku Świętego Anioła. Kupcy i sklepikarze z Via dei Coronari oraz pobliskich zaułków w rione Ponte byli zmuszeni zabarykadować się w swoich domach, obawiając się splądrowania swoich sklepów. Ostatecznie dopiero kolejna interwencja kardynała Barberiniego i licznych żołnierzy 2 maja położyła kres starciom. Następnego dnia w pobliżu szpitala Santo Spirito w Borgo ustawiono szubienicę i siedmiu korsykańskich żołnierzy zostało powieszonych. Jeden z nich, który zabił rannego kirasjera w trakcie jego spowiedzi u zakonnika z kościoła Sant’Agostino, został stracony poprzez uderzenie w głowę młotem.

### Likwidacja

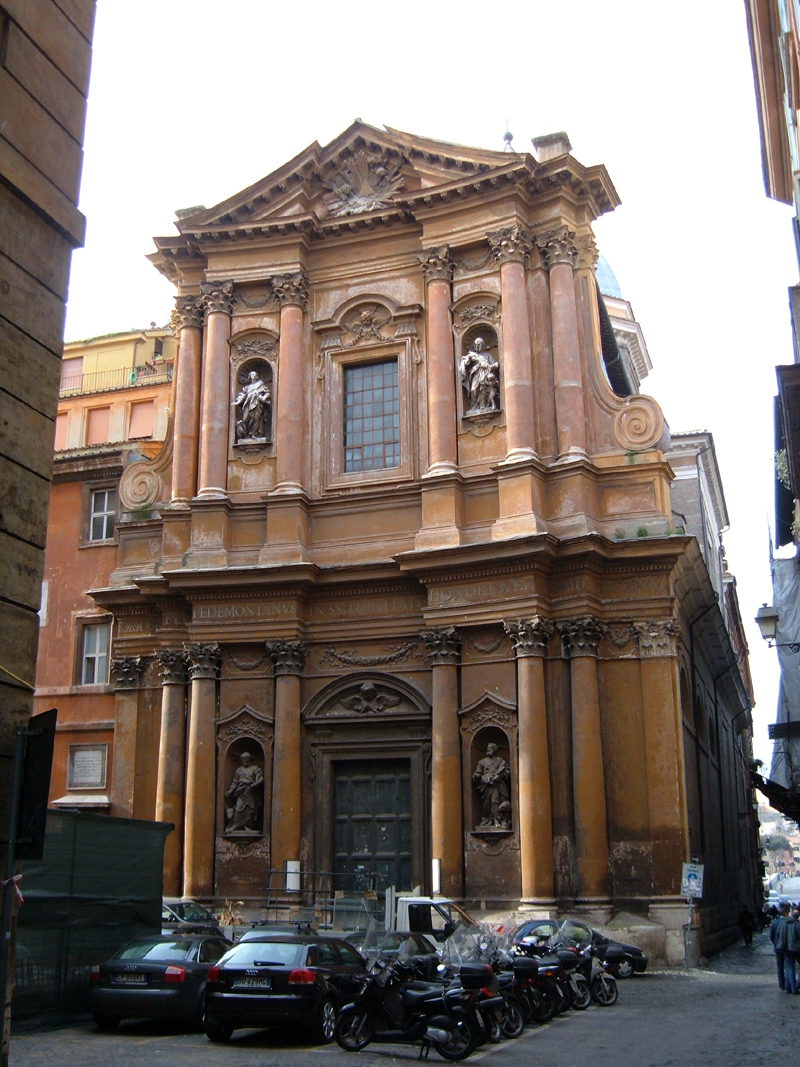
Kościół Santissima Trinità dei Pellegrini w Rzymie. Między tym sanktuarium a kościołem San Paolo alla Regola znajdowały się koszary gwardii

Upadek Gwardii Korsykańskiej, zapoczątkowany incydentem, który miał miejsce w Rzymie 20 sierpnia 1662 roku, daje wgląd w ewolucję sytuacji geopolitycznej w Europie oraz rosnące wpływy Francji we Włoszech. W połowie XVII wieku obecność w Rzymie licznych misji dyplomatycznych państw europejskich doprowadziła do paradoksalnej sytuacji, w której wielkie mocarstwa – poprzez nadmierne rozszerzenie koncepcji eksterytorialności, tzw. „wolności kwater” – w niektórych przypadkach przekształciły swoje ambasady w prawdziwe garnizony wojskowe (których żołnierze mogli swobodnie nosić broń w całym mieście). Doprowadziło to do powstania w centrum Rzymu stref wolnych od prawa, gdzie przestępcy i mordercy mogli znaleźć schronienie, pozostając nietykalnymi dla wymiaru sprawiedliwości.
Papież Aleksander VII Chigi (pontyfikat 1655–1667) próbował ograniczyć te nadużycia i szybko spotkał się ze współpracą ze strony Hiszpanii oraz Świętego Cesarstwa Rzymskiego. W przeciwieństwie do nich, Ludwik XIV (panowanie 1643–1715), wrogo nastawiony do papieża, wysłał do Rzymu swojego kuzyna, Karola III, księcia Créqui, jako ambasadora nadzwyczajnego wraz ze wzmocnioną eskortą wojskową, aby antagonizować rzymski dwór i rodzinę papieską. Misja ambasadora miała na celu sabotowanie wysiłków papieża zmierzających do utworzenia antyosmańskiego sojuszu. Jeśli chodzi o kwestię „wolności kwater”, Créqui zażądał, aby papież rozszerzył ją daleko poza granice Palazzo Farnese, obejmując nią także Via Giulia, czyli trasę, którą żołnierze korsykańscy codziennie przemierzali w drodze z koszar przy Trinità dei Pellegrini do Carceri Nuove (więzienia państwowego). Dowódca Gwardii, Don Mario Chigi, zareagował na to, rozkazując 150 żołnierzom patrolowanie ulic Rzymu.

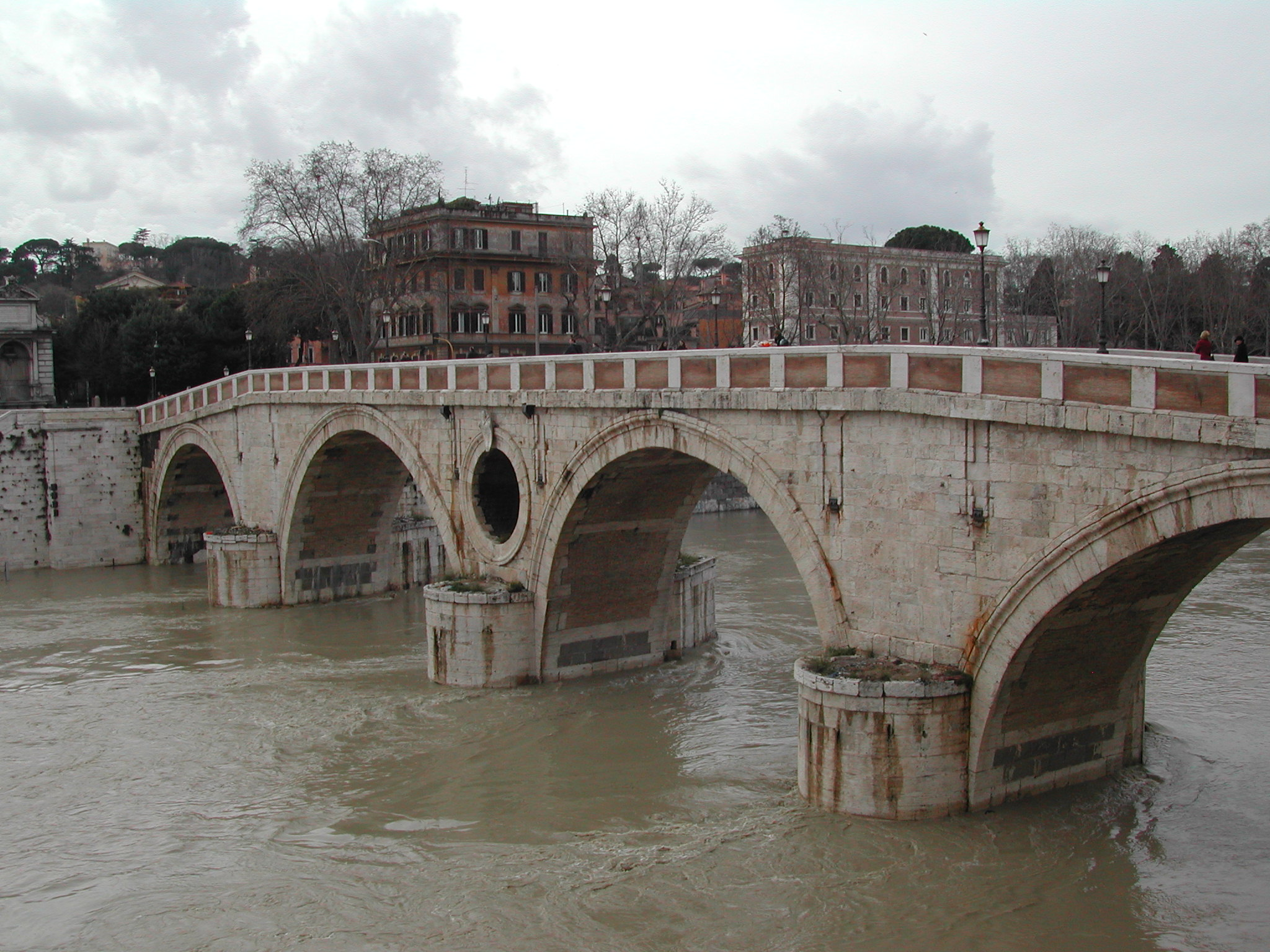
Most Ponte Sisto – miejsce, w którym 20 sierpnia 1662 roku rozpoczęła się bójka, która zapoczątkowała rozwiązanie Gwardii Korsykańskiej

20 sierpnia 1662 roku na moście Ponte Sisto wybuchła poważna bójka pomiędzy korsykańskimi żołnierzami kontrolującymi przeprawę a Francuzami należącymi do orszaku ambasadora Francji. Incydent najprawdopodobniej był wyjątkowo poważny (od 1661 roku dochodziło do wielu podobnych starć, lecz bez większych konsekwencji), ponieważ nawet odpoczywający w koszarach przy Trinità dei Pellegrini, niedaleko Palazzo Spada, żołnierze Gwardii przybyli, by oblegać pobliski Palazzo Farnese – rezydencję ambasadora Francji – domagając się wydania Francuzów odpowiedzialnych za starcie. Wybuchła strzelanina, sprowokowana przypadkowym powrotem do Palazzo Farnese, pod silną eskortą wojskową, żony ambasadora. Śmiertelnie ranny został paź księżnej Créqui, co Ludwik XIV wykorzystał jako pretekst do eskalacji konfliktu ze Stolicą Apostolską, który już wcześniej rozpoczął się za rządów kardynała Mazarina.
Papież i Gubernator Rzymu, kardynał Lorenzo Imperiali, natychmiast uznali wagę incydentu i niezwłocznie rozwiązali Gwardię Korsykańską, powołując komisję do ustalenia wysokości odszkodowania na rzecz Francji. Jednak książę Créqui odrzucił wszelkie próby porozumienia i 1 września opuścił Rzym, udając się do Toskanii w towarzystwie kardynałów frakcji francuskiej.
Reakcja króla Francji oraz żądania, jakie wysunął wobec papieża, świadczą nie tylko o jego potędze, ale także o jego charakterze i metodach, jakich był gotów użyć. Po wycofaniu swojego ambasadora z Rzymu Ludwik XIV wydalił z Francji papieskiego nuncjusza, zajął papieskie posiadłości francuskie – Awinion oraz hrabstwo Venaissin – i zagroził inwazją na Rzym, jeśli Aleksander VII nie przeprosi i nie podporządkuje się jego żądaniom.

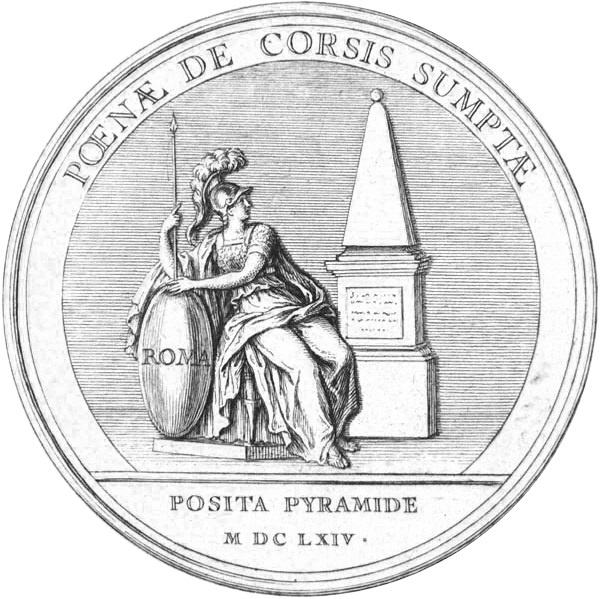
Miedzioryt przedstawiający medal wybity za panowania Ludwika XIV, upamiętniający rozwiązanie Gwardii Korsykańskiej; w tle widoczna jest „piramida hańby”

Wśród żądań Ludwika XIV znajdowały się: natychmiastowe rozwiązanie Gwardii Korsykańskiej, wydanie anatemy przeciwko Korsyce, powieszenie w odwecie kilku żołnierzy oraz skazanie wielu innych na służbę w galerach w charakterze wioślarzy, usunięcie kardynała Imperiali ze stanowiska Gubernatora Rzymu, wygnanie dowódcy Gwardii Korsykańskiej, Mario Chigi, brata papieża, oraz wzniesienie w pobliżu koszar Gwardii przy Santissima Trinità dei Pellegrini „piramidy hańby”, która na zawsze przeklinałaby Korsykanów, którzy odważyli się wyzwać francuską władzę.
Początkowo papież sprzeciwiał się tym warunkom i starał się unikać podjęcia decyzji, jednak groźba inwazji armii francuskiej na Rzym stopniowo przekonała go do podporządkowania się woli króla. Po podpisaniu upokarzającego traktatu w Pizie 12 lutego 1664 roku, Gwardia Korsykańska została rozwiązana na zawsze, kilku żołnierzy powieszono, „piramida hańby” została wzniesiona, a Mario Chigi wygnany z Rzymu. W zamian zabrane terytoria papieskie zostały zwrócone, ale w lipcu, w Fontainebleau, kardynał-nepota i syn Mario, Flavio Chigi, został zmuszony do upokorzenia się i złożenia przeprosin w imieniu Rzymu przed Ludwikiem XIV, który cztery lata później zezwolił na zburzenie pomnika hańby.
Podczas negocjacji Ludwik XIV wykorzystał okazję do rozszerzenia swojego wpływu we Włoszech, przedstawiając siebie jako obrońcę włoskich interesów. W związku z tym zmusił papieża, w kontekście odszkodowań za sprawę Gwardii Korsykańskiej, do zwrócenia Castro i Ronciglione księciu Parmy oraz do zrekompensowania Francesco II d’Este, księciu Modeny, jego praw do Comacchio.